# Городище (Березнівська міська громада)
Городи́ще — село в Україні, у Рівненському районі Рівненської області. Населення становить 3.900 осіб. Раніше було центром Городищенської сільської ради, наразі у складі Березнівської міської громади.
Поблизу, у селі Орлівка та у місті Березне, проводяться зібрання християн-Дослідників Біблії
.

## Етимологія
Поселення має давнє походження. Ось що писав у 1888 році волинський краєзнавець i письменник Тадеуш Стецький: «Село Городище належить до часів дохристиянських. Сама назва свідчить про те, що воно являє собою оборонну фортецю. Навкруги села земляні вали, насипи, або городища (в значенні оборонні вали)». На околицях села виявлено давньоруське городище ХІ-ХІІІ ст.
.

## Історія
Вперше село згадується у писемних джерелах 1629 року. Ще молодшим було село Лизяно, яке згодом ввійшло до складу села Городище. Назва Лизяно походить від слова «лізти» (на місцевому діалекті «лизти»). Утворилося дане поселення селянами, що «злізлись» з навколишніх сіл: Виткович, Орлівки, Лінчина, Полян та ін.
Історія цих сіл здавна пов'язувалася з експлуатацією поміщиками бідних поліщуків. Жителі цих населених пунктів раніше були кріпаками пана Малинського. Після скасування кріпосного права у 1861 році селяни не мали змоги сплатити викупні платежі. З цієї причини часто виникали суперечки селян з представниками властей.
У 1911 році у Городищі було 144 двори та населення становило 790 жителів, а в Лизяному був 101 двір та 535 жителів.
В 1923 році почала працювати школа на дві класні кімнати. Навчання велося польською мовою, яке проводив вів піп та один вчитель.
В 1939 році встановлено Радянську владу. В цьому ж році, за словами старожилів, у селі створена сільська рада. Першим головою сільської ради був Луцик Євмен.

### Село в роки Другої світової війни
6 липня 1941 року село було окуповане німцями. 76 жителів села воювали на фронтах. 40 чоловік з села Городище та 28 — з села Лизяно було вивезено в Німеччину. Відстоюючи свободу рідного краю більшість солдат загинула. 33 учасники Німецько-радянської війни нагороджені орденами та медалями. В 1942—1944 роках через Городище проходили партизанські з'єднання Медведєва. Населення села подавало допомогу народним месникам. 9 січня 1944 року частинами 13-ї армії Першого Українського фронту село було відвойоване від нацистських загарбників.

#### Ветерани війни
Страхов Олександр Іванович народився в 1923 році в м. Вичуга Іванівської області(Росія). В червні 1942 року був призваний на фронт. Був зарахований в роту автоматників. Служив в складі 573 стрілецького полку 1-ї гвардійської армії, який першим почав звільнення України від фашистських загарбників. Брав участь у боях на Сіверському Донці та на Донбасі, при форсуванні річки Дніпра. В складі 244 артилерійського полку пройшов з боями до с. Широке Дніпропетровської обл., де був важко поранений в обидві ноги, після чого вже не міг брати участь у боях.
Помер Олександр Іванович 8 квітня 2006 року.

Нагороджений:

 — орденом Вітчизняної війни І ст.

 — орденом за мужність ІІ ст.

 — медаллю Жукова

 — ювілейною медаллю «30 років перемоги у Великій Вітчизняній війні 1941—1945 рр.»
 — ювілейною медаллю «40 років перемоги у Великій Вітчизняній війні 1941—1945 рр.»
 — ювілейною медаллю «50 років перемоги у Великій Вітчизняній війні 1941—1945 рр.»
 — ювілейною медаллю «60 років перемоги у Великій Вітчизняній війні 1941—1945 рр.»
 — ювілейною медаллю «60 років Збройних Сил СРСР»
 — ювілейною медаллю «70 років Збройних Сил СРСР»

 — пам'ятним знаком «50 років визволення України»

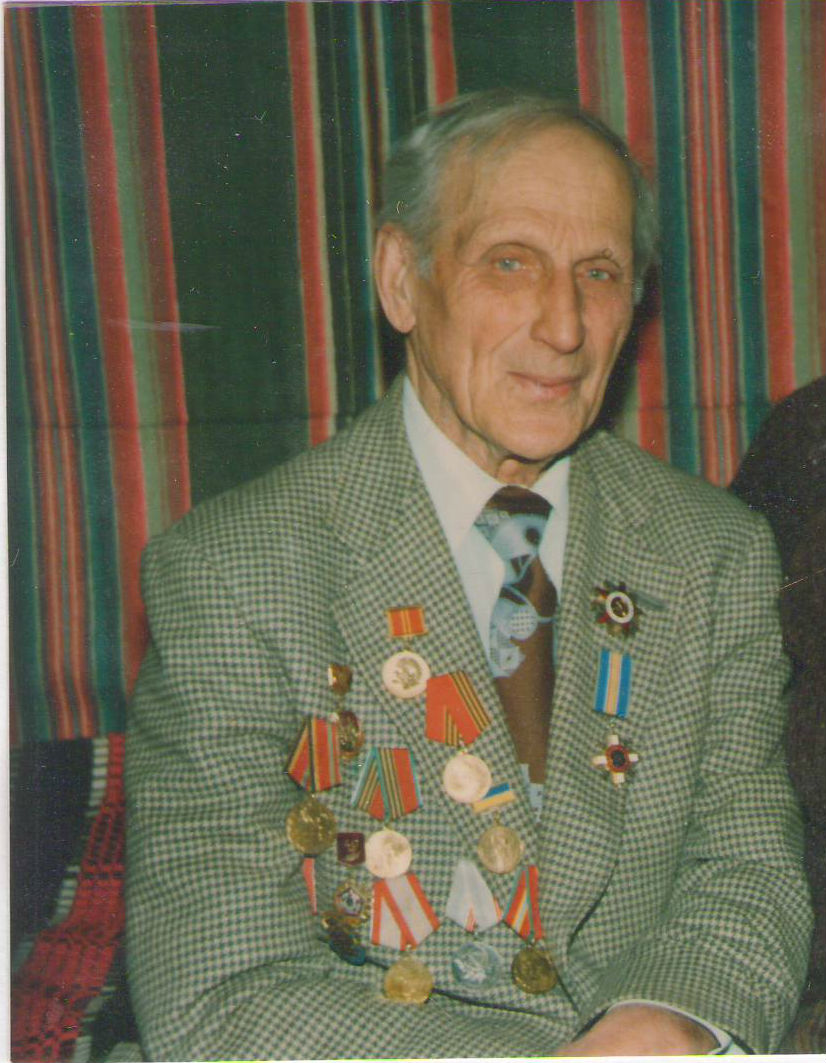
Страхов Олександр Іванович
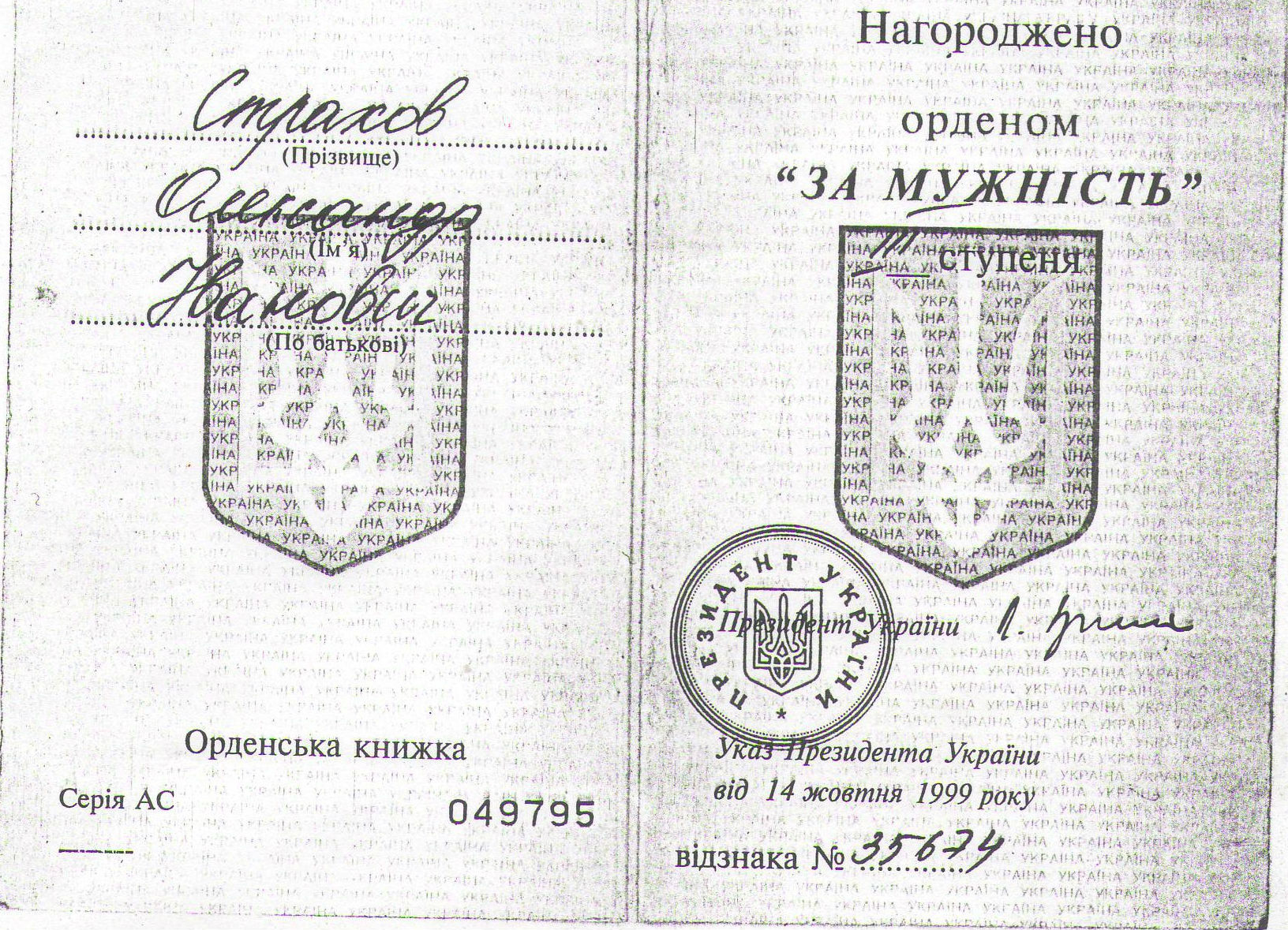
Орден "За мужність" ІІІ ступеня
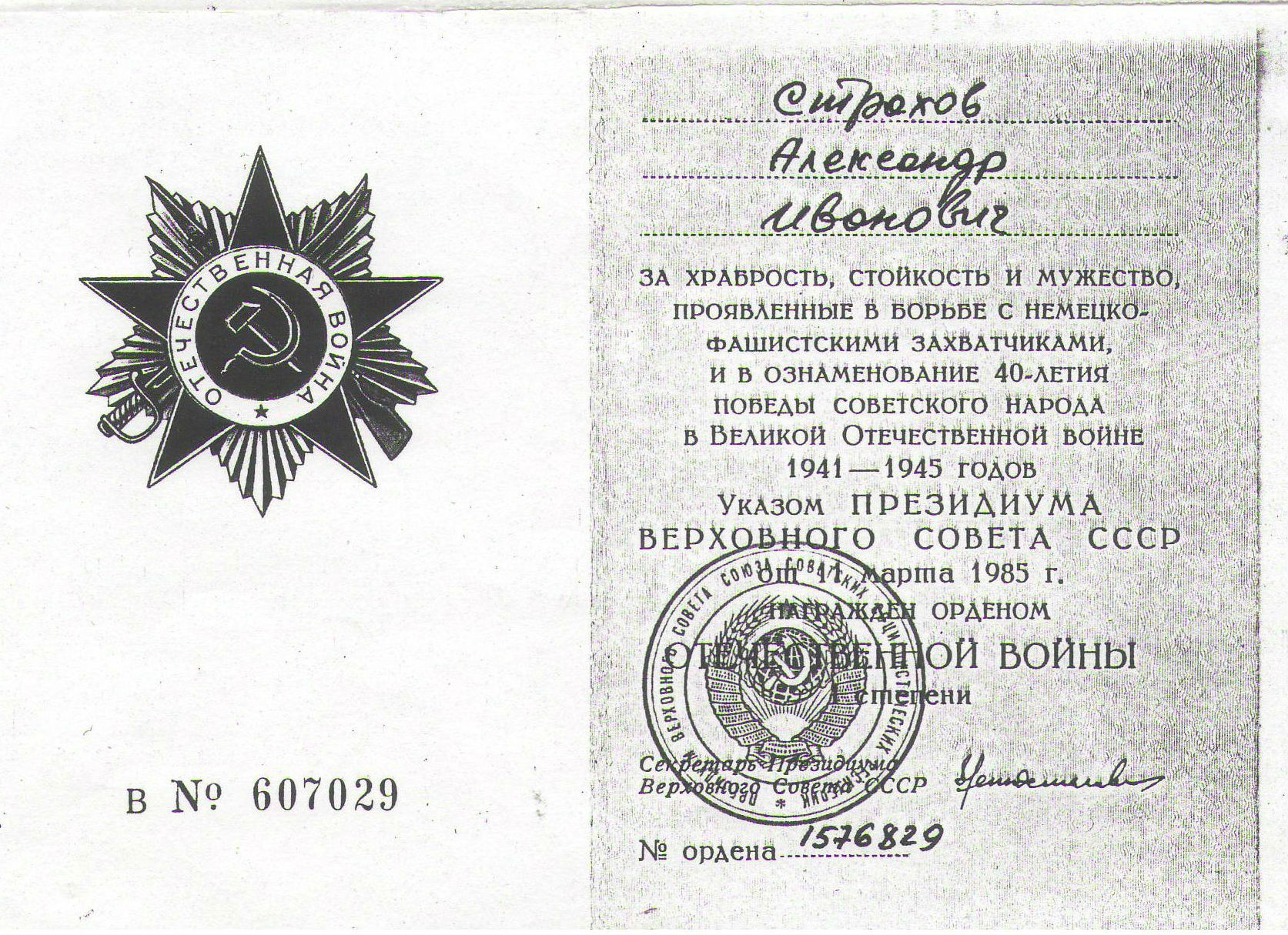
Орден Вітчизняної війни І ступеня

Радіонов Василь Григорович
народився 23 березня 1922 року в с. Городище Березнівського району Рівненської обл. В 1941 році був призваний на фронт. Воював кулеметником у другому батальйоні 1016 стрілецького полку 280 стрілецької дивізії. Служив на Першому Прибалтійському фронті. Брав участь у боях по визволенню Пскова, Естонії, Латвії. Був поранений. Повернувшись в стрій, продовжив служити в полку до завершення війни. Після демобілізації повернувся в рідне село. Працював в районному відділі міліції. В 1970 році пішов на заслужений відпочинок.
Помер Василь Григорович 30 квітня 2000 року.

Нагороджений:

 — орденом Слави ІІІ ступеня

 — двома медалями «За відвагу»

 — ювілейною медаллю «30 років перемоги у Великій Вітчизняній війні 1941—1945 рр.»
 — ювілейною медаллю «40 років перемоги у Великій Вітчизняній війні 1941—1945 рр.»

 — ювілейною медаллю «50 років перемоги у Великій Вітчизняній війні 1941—1945 рр.»
 — ювілейною медаллю «70 років Збройних Сил СРСР»
 — пам'ятним знаком «50 років визволення України»
Ціпан Андрій Хомич
народився 28 грудня 1927 року в с. Городище Березнівського району Рівненської області. В 1944 році сімнадцятирічним хлопцем потрапив на фронт. В складі танкового підрозділу пройшов бойовий шлях через Польщу та Східну Пруссію, брав участь у штурмі Берліна, взятті Варшави, Кракова та інших стратегічних об'єктів, форсував річки Одер. По завершенню війни чотири роки ніс службу на території Німеччини та в м. Ашхабаді. В 1949 році повернувся в рідне село.
Помер Андрій Хомич 14 листопада 2007 року.
'

Нагороджений:

 — орденом Вітчизняної війни ІІ ступеня;

медалями:

 — «За відвагу»;

 — «За бойові заслуги»;

 — «За взяття Берліна»;

 — «Медаллю Жукова»;

 — двома медалями «Захиснику Вітчизни»

 — ювілейною медаллю «20 років перемоги у Великій Вітчизняній війні 1941—1945 рр.»

 — ювілейною медаллю «30 років перемоги у Великій Вітчизняній війні 1941—1945 рр.»
 — ювілейною медаллю «40 років перемоги у Великій Вітчизняній війні 1941—1945 рр.»
 — ювілейною медаллю «50 років перемоги у Великій Вітчизняній війні 1941—1945 рр.»

 — ювілейною медаллю «70 років Збройних Сил СРСР»

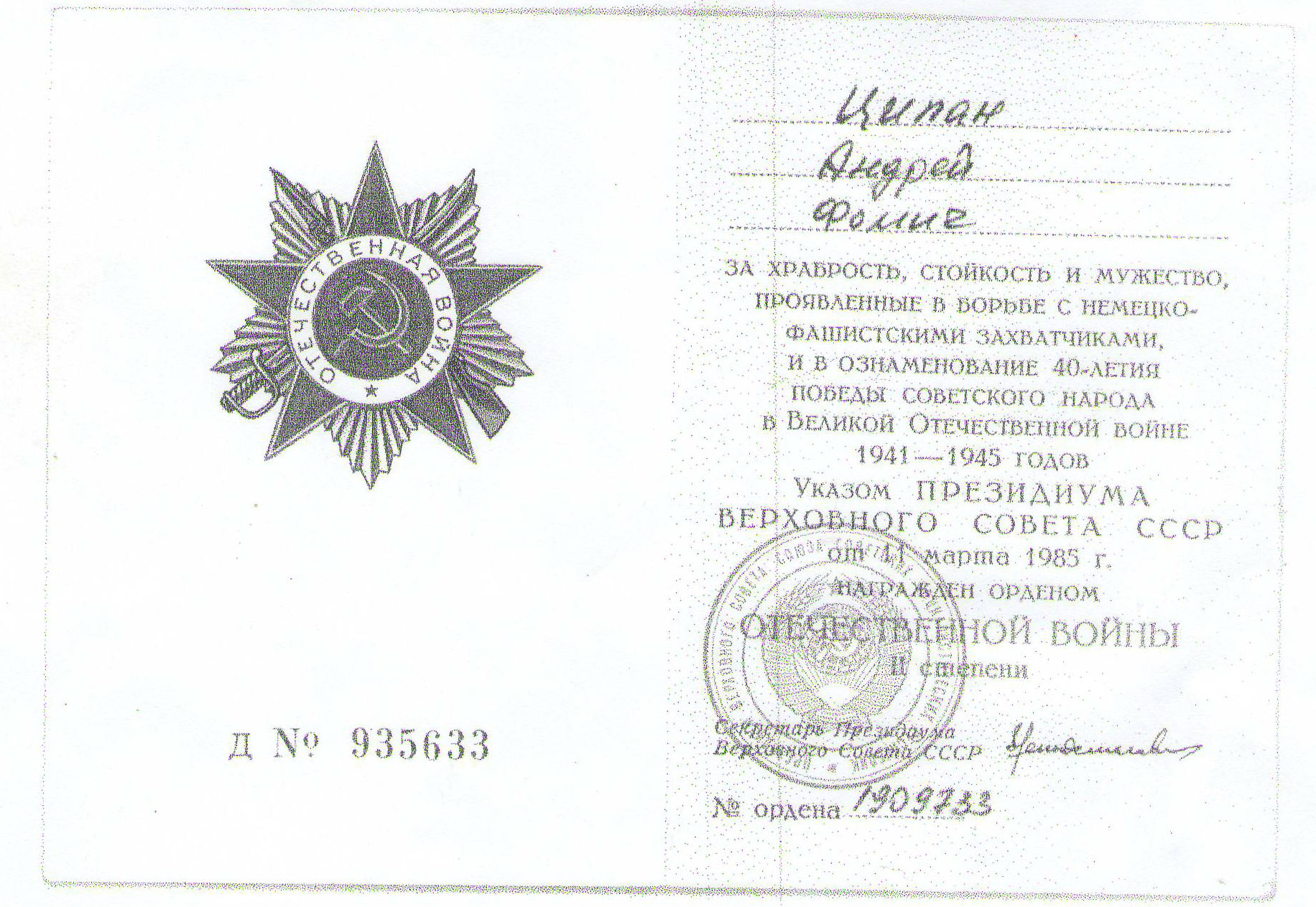
Орден Вітчизняної війни ІІ ступеня

Петров Михайло Іванович
народився 17 жовтня 1922 року в с. Коровячино Ленінградської області. В 1941 році зі служби в армії був призваний на фронт. Воював на території України та Росії. Служив зв'язківцем. В боях двічі був важко поранений. Під час війни одружився. По завершенні війни повернувся жити на батьківщину дружини в с. Городище Березнівського району Рівненської області. З 1947 року 15 років пропрацював у міліції, ще 35 років — охоронцем в банку. Помер 13 жовтня 2008 року.

Нагороджений:

 — орденом Вітчизняної війни ІІ ступеня

 — медаллю Жукова
 — медаллю «Захиснику Вітчизни»
 — ювілейною медаллю «20 років перемоги у Великій Вітчизняній війні 1941—1945 рр.»
 — ювілейною медаллю «40 років перемоги у Великій Вітчизняній війні 1941—1945 рр.»

 — ювілейною медаллю «50 років перемоги у Великій Вітчизняній війні 1941—1945 рр.»

 — ювілейною медаллю «60 років перемоги у Великій Вітчизняній війні 1941—1945 рр.»

 — ювілейною медаллю «50 років Збройних Сил СРСР»

 — пам'ятним знаком «50 років визволення України»

### Післявоєнний період
В січні 1944 року відновила свою діяльність Городищенська сільська рада.
В 1945 році в с. Лизяно створюється комсомольська організація, організатором якої була вчителька Городищенської початкової школи Фурсяк Ганна Семенівна. В 1948 році відкрито сільський клуб.
26 жовтня 1948 року за рішенням ініціативної групи, де було присутніми 53 чоловіки, у тому числі 13 жінок, у Городищі було організовано КСП «Нове життя». Членами ініціативної групи обрано 5 чоловік артілі. Головою артілі був обраний Клим Лаврентійович Омелянчук.
20 січня 1949 року сільгоспартіль організована в селі Лізяно. В 1955 році колгоспи «Нове життя» та ім. Чапаєва села Лізяно об'єднались в одну артіль «Нове життя».
В 1959 році до Городищенської сільської ради було приєднано Лізянську сільську раду і Орлівську сільську раду (протокол сесії сільської ради № 2 від 8 квітня 1959 року). Після приєднання сільських рад залишилась назва Городищенська сільська рада депутатів трудящих, до складу якої входять села: Городище, Лізяно, Орлівка, хутори: Челина, Чвир, Поломське, Залісся, Очеретянка, Косий міст, Кошарки.
В 1964 році в селі введено в дію Будинок культури на 350 місць. У 1988 році в Городищі збудовано приміщення нової школи.
Сьогодні в селі є загальноосвітня школа І-ІІІ ступенів, дошкільний навчальний заклад «Теремок», фельдшерсько-акушерський пункт, сільський будинок культури, публічно-шкільна бібліотека
.
12 червня 2020 року, відповідно до розпорядження Кабінету Міністрів України № 722-р від «Про визначення адміністративних центрів та затвердження територій територіальних громад Рівненської області», увійшло до складу Березнівської міської громади.
19 липня 2020 року, в результаті адміністративно-територіальної реформи та ліквідації Березнівського району, село увійшло до складу Дубенського району.

## Населення
За переписом населення 2001 року в селі мешкали 3 902 особи.

### Мова
Розподіл населення за рідною мовою за даними перепису 2001 року:
| Мова       | Відсоток |
| ---------- | -------- |
| українська | 99,52 %  |
| російська  | 0,38 %   |
| білоруська | 0,05 %   |
| німецька   | 0,03 %   |

## Культура

### Бібліотека
Історія Городищенської бібліотеки бере початок з січня 1949 року після того, як в області почала діяти Постанова бюро Рівненського обкому КП (б) України № 28 від 03.02.1940 р. " Про організацію бібліотек в області ". На той час вона мала назву «хата-читальня». Першим завідувачем бібліотеки був Степанов Адам Павлович, а з 1950 року — Сухан Григорій Семенович. Книжковий фонд зберігався у 2-х шафах і нараховував 130 книг. Часто газети та книги в хаті-читальні читались вголос.

У 1964 році в селі відкривається Будинок культури, у якому була виділена кімната для бібліотеки площею 40 кв. м. Її завідувачем став Перепечай Іван Пилипович. Книжковий фонд збільшується з кожним роком, і в 1967 році складає 7625 екземплярів книг.
Цей період характеризується пропагандою марксистсько-ленінської літератури, книг про комуністичну партію, комсомол, піонерів, жовтенят, патріотичне та інтернаціональне виховання читачів, формування матеріалістичного світогляду.

З липня 1972 року завідувачкою бібліотеки стала Перепечай Ніна Павлівна.

У 1976 році пройшла централізація бібліотек району. Фінансування бібліотек району проводилось із державного бюджету.
Бібліотекам, як найбільш масовим, ідеологічним, культурно-освітнім і науково-інформаційним закладам належала важлива роль в реалізації планів партії в економічній, соціальній та духовній сферах. Зміни, що відбулися в суспільстві, характерні і для бібліотечної справи. З кожним роком зростає книжковий фонд та збільшується кількість читачів.

У 1990 році книжковий фонд бібліотеки нараховує 11305 екземплярів книг, а книговидача становить 10810 екземплярів. Проводяться різноманітні масові заходи: тематичні вечори, усні журнали, дитячі ранки. Бібліотека співпрацює з місцевим колгоспом «Нове життя», організовує пересувні виставки на фермах, полях, бере участь в культурних заходах по вшануванню передовиків колгоспу.

В 1991 році до бібліотеки було залучено 1010 читачів та видано 18151 екземплярів книг. В зв'язку із збільшенням показників роботи бібліотеки, її штат поповнився на одну одиницю. В бібліотеку прийшла працювати другий бібліотекар — Плескач Лідія Макарівна. Масова робота бібліотеки зазнає суттєвих змін. Пріоритетними її напрямками стали популяризація літератури про національне та духовне відродження України, відновлення історичної пам'яті, виховання національної самосвідомості, ознайомлення читачів з традиціями та звичаями українського народу, розвиток краєзнавчої діяльності.

Період перебудови характеризується занепадом бібліотечної справи, зокрема, зменшенням нових надходжень, скорочення штату працівників. Так, за 1995 рік до бібліотеки надійшло 120 екземплярів книг, за 1996 — 40 екземплярів книг. Паралельно зменшується кількість читачів та книговидача. За 1996 рік для 546 читачів було видано 8506 екз. книг.

В 2002 році пройшла реорганізація бібліотечної системи району: об'єднання публічних та шкільних бібліотек в одну «публічно-шкільну бібліотеку-філію».

З березня 2003 року завідувачкою Городищенської публічно-шкільної бібліотеки-філії призначено Черниж Олену Іванівну, бібліотекарем шкільного абонемента на той час працює Новоселецька Галина Федорівна, яку на час декретної відпустки заміняють: Пономаренко Світлана та Бондаренко Вікторія.

В 2003 році Городищенська публічно-шкільна бібліотека отримує нове реконструйоване сучасне приміщення з читальним залом, новими меблями, яке знаходиться на другому поверсі культурно-дозвіллєвого комплексу.

В 2003 році Березнівський район обрано місцем реалізації Міжнародного українсько-канадського проєкту «Молодь за здоров'я — 2». В 2004 році в рамках цього проєкту Городищенська публічно-шкільна бібліотека-філія виграла грант-проєкт «Крок до здоров'я». Мета проєкту — шляхом різноманітних масових заходів пропагувати здоровий спосіб життя, формувати у дітей негативне ставлення до тютюну, алкоголю, наркотичних речовин, організація змістовного дозвілля дітей та розвиток їх творчих здібностей. Завдяки проєкту була придбана нова цікава література, вийшла збірка власних дитячих поетичних творів «Ми обираємо майбутнє», проведена гра «Поле чудес», проведені різноманітні тренінги та ін.

В 2004 році бібліотеку відвідав Міністр культури і мистецтв України Ю. П. Богуцький. Неодноразово на базі бібліотеки проводились районні та обласні семінари.

У 2006 році розпорядженням голови РДА затверджена районна програма «Створення корпорації медіа центрів в структурі ЦСПШБ — єдиного інформаційного простору в Березнівському районі на 2006—2008 роки». На базі Городищенської ПШБ створено медіа центр. Бібліотека забезпечена комп'ютером з підключенням до Інтернет, принтером, сканером. Протягом дії програми бібліотека комплектується електронними ресурсами на CD DVD дисках, створена веб сторінка бібліотеки.

В 2010 році бібліотекарем шкільного абонемента призначена Старовойт Олена Юріївна, а з літа 2011 року — Хильчук Людмила Федорівна.

На сучасному етапі бібліотека успішно обслуговує читачів за допомогою нових інформаційних технологій. Це: мережа Інтернет, електронний каталог книг та повнотекстові бази даних краєзнавчого характеру та на допомогу навчально-виховному процесу в автоматизованій інформаційно бібліотечній програмі ІРБІС 64/128, вебсторінка бібліотеки.

В лютому 2012 року Городищенська публічно-шкільна бібліотека-філія була учасником регіонального семінару-практикуму «Організація в бібліотеках Пункту доступу громадян до інформації органів влади», який відбувся в м. Костополі, після чого на базі бібліотеки створений Пункт Доступу Громадян до інформації органів влади (ПДГ).

За 2013 рік кількість користувачів становила 1268 чол., було видано 21927 екз. документів, надійшло 1690 екз. книг, з них 1552 — підручники, 123 — книги, брошури, 12 — періодичні видання, 3 — електронні ресурси.
В лютому 2013 року бібліотека стала переможцем конкурсу «Організація нових бібліотечних послуг з використанням вільного доступу до Інтернету» програми Бібліоміст. У травні 2013 року бібліотеку офіційно оголошено переможцем 5-раунду цього конкурсу. В рамках реалізації проєкту бібліотека шкільного абонемента отримала три комп'ютери та багатофункціональний пристрій. Завдяки програмі Бібліоміст бібліотека має можливість надавати своїм користувачам нові інноваційні послуги.

У березні 2013 року в рамках обласного семінару «Інформаційна підтримка школи» публічно-шкільну бібліотеку-філію с. Городище відвідали представники управління культури і туризму Рівненської обласної державної адміністрації, Державної наукової установи «Інститут інноваційних технологій і змісту освіти» МОН молодь спорту України, Державної науково-педагогічної бібліотеки України ім. В. О. Сухомлинського, Національної академії педагогічних наук України, комунального закладу «Рівненська обласна універсальна наукова бібліотека», Рівненської обласної ради, управління освіти Березнівської районної державної адміністрації.
Під час семінару вивчався досвід об'єднання публічних і шкільних бібліотечних мереж на Березнівщині, інформаційного забезпечення навчального процесу та ролі бібліотек у ньому, модернізації шкільних бібліотек у сучасному інформаційному просторі, ролі бібліотек у формуванні особистості дитини та формування інформаційної компетентності.

З вересня 2015 року бібліотекарем шкільного абонемента працює Тихончук Тетяна Сергіївна.

ПШБ-філія с. Городище співпрацює з усіма підрозділами місцевого культурно-дозвіллєвого комплексу: сільським Будинком культури, школою, дитячим садком. Як самостійно, так і спільно проводяться різноманітні масові заходи: тематичні вечори, бесіди, літературні години, дитячі ранки, вікторини, конкурси, святкування Дня села та ін.

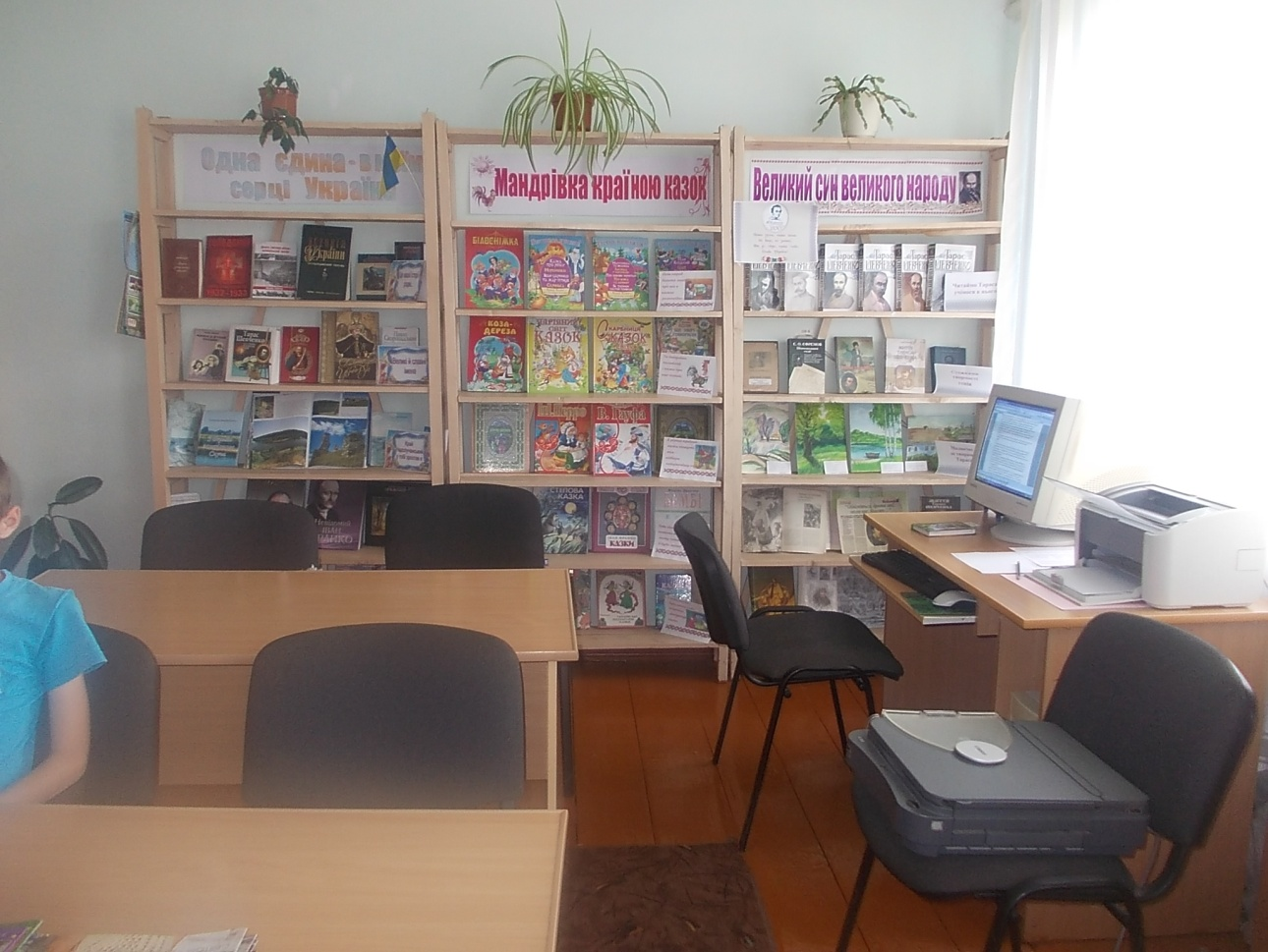
Читальний зал ПШБ с.Городище
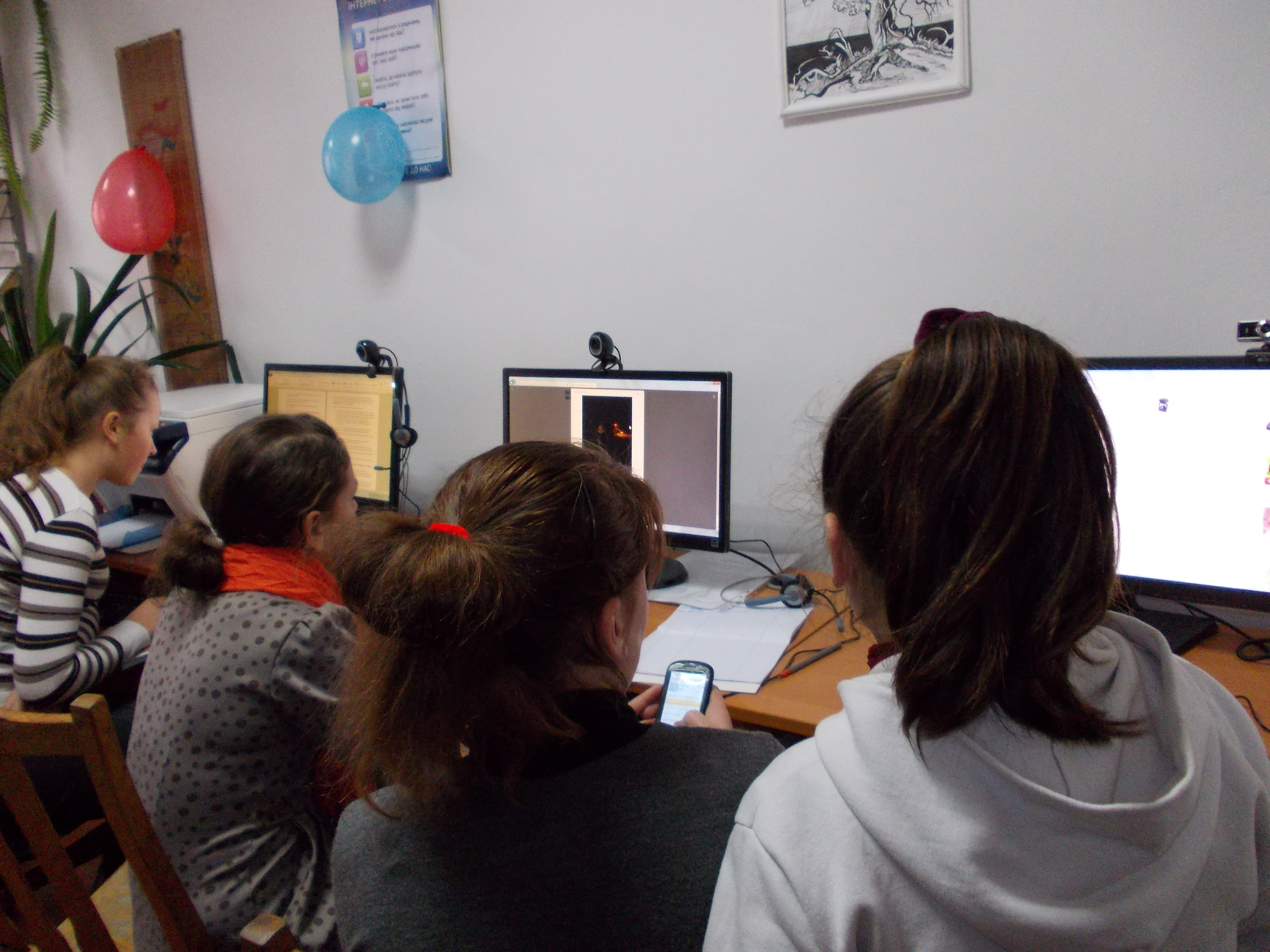
Комп'ютерна техніка на шкільному абонементі
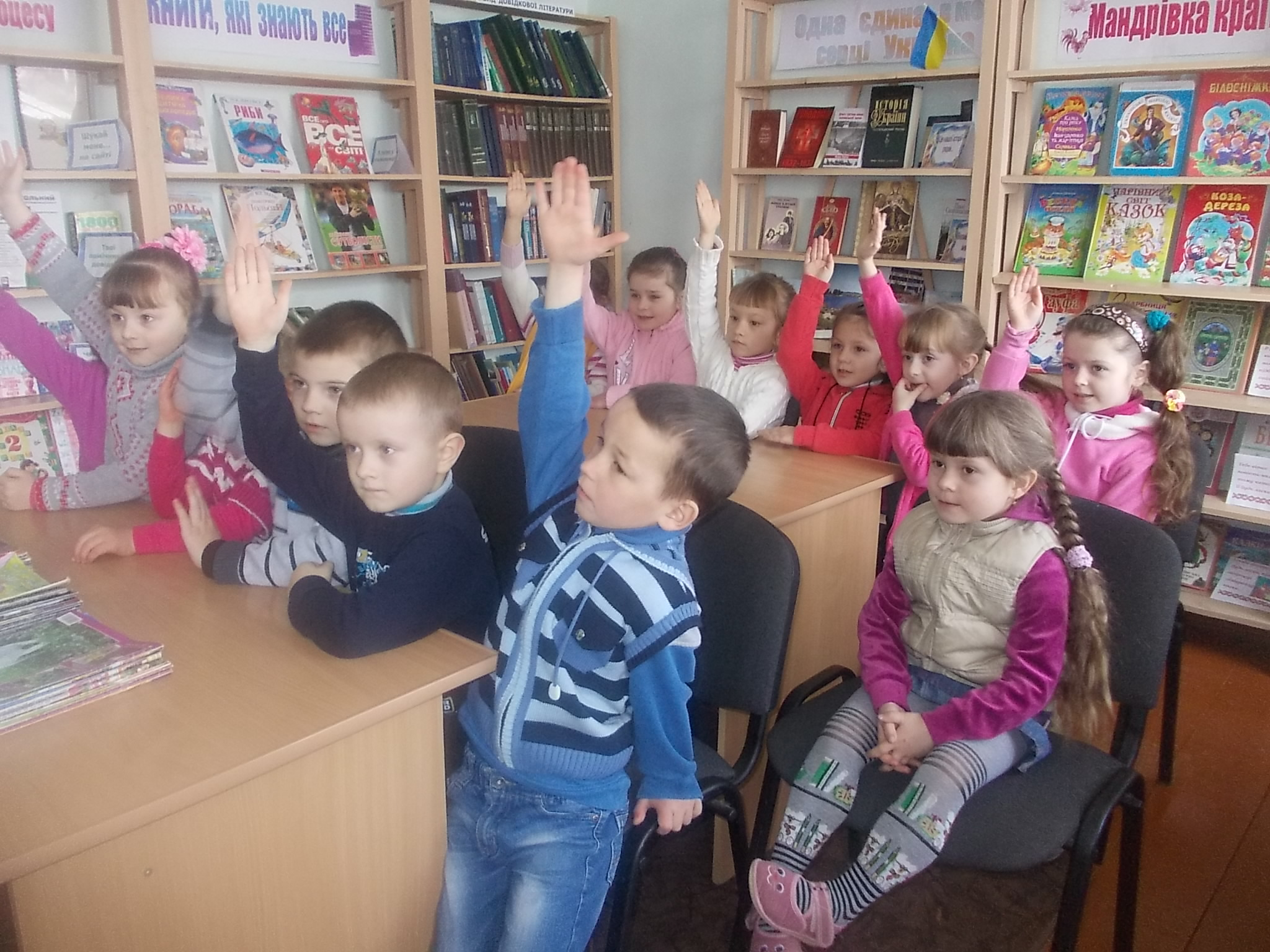
Вихованці дитячого садка "Теремок" в гостях бібліотеки
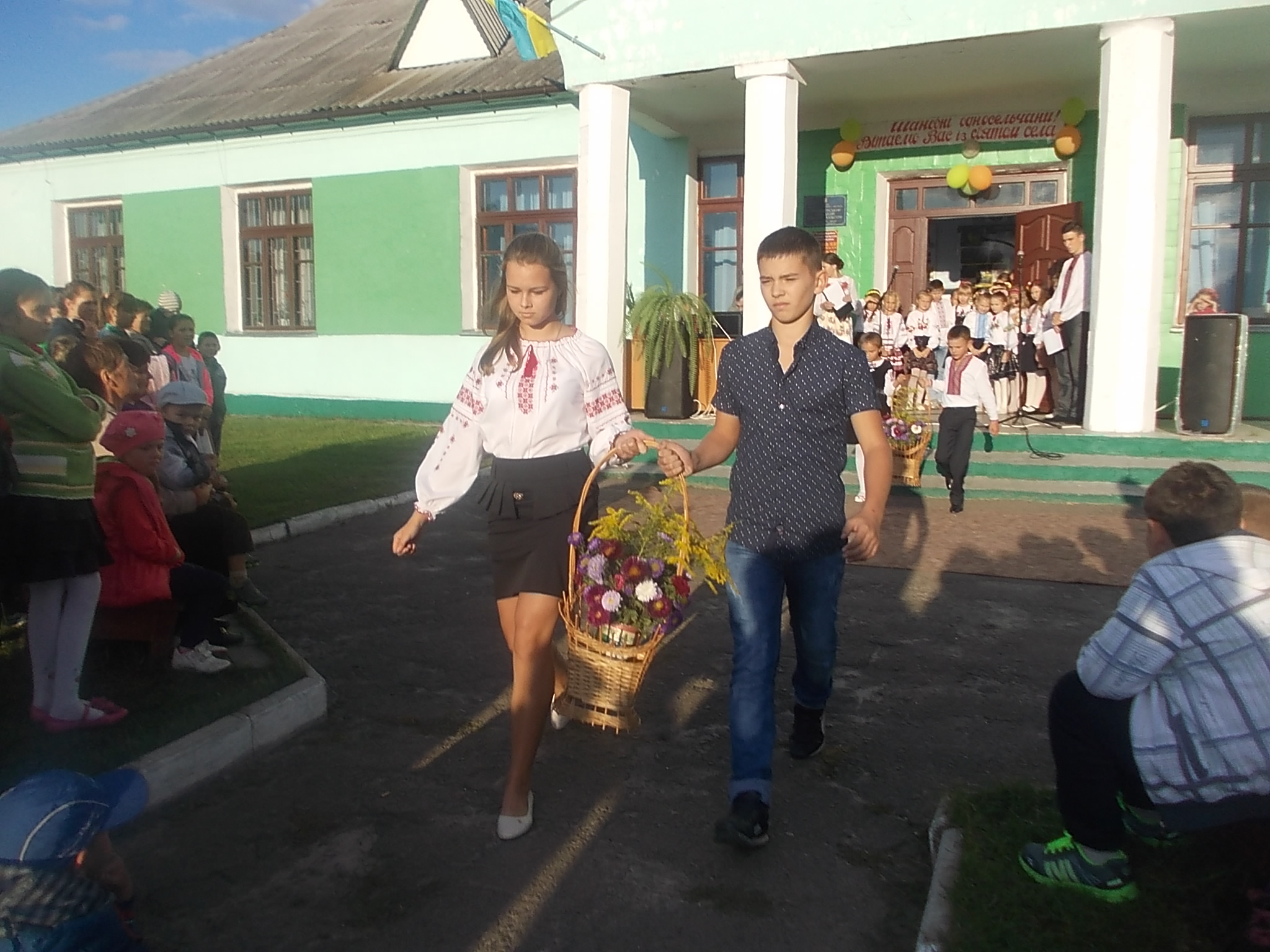
На святкуванні Дня села